# 尖细蛇形螺
尖细蛇形螺（学名：Colubraria lanceolata），是新腹足目布纹螺科布纹螺属的一种。主要分布于中国大陆，常栖息在潮下带。